# Крепость Рифа
Крепость Рифа (араб. قلعة الرفاع) — фортификационное сооружение в Бахрейне.
Построена приблизительно в начале XIX века.
Расположена в городе Эр-Рифа, к югу от столицы Манама.
Сыграла важную роль в укреплении государственности Бахрейна.
В настоящее время является музеем. Вход бесплатный. В 1993 году крепость прошла реставрацию и была вновь открыта для посетителей.